# Samsung Galaxy Star
Samsung Galaxy Star é um smartphone de baixo custo fabricado pela Samsung Electronics. Ele está rodando em Android 4.1.2 (Jelly Bean). Foi anunciado em abril de 2013 e posteriormente lançado em maio de 2013. É o smartphone mais barato da série Samsung Galaxy. Como todos os outros smartphones Samsung Galaxy, o Galaxy Star funciona no sistema operacional móvel Android. O telefone estava disponível em 2 versões: uma versão single SIM (GT-S5280) e uma versão dual SIM (GT-S5282). O telefone compete com outros smartphones de baixo custo, como os smartphones da série Nokia Asha, bem como smartphones de baixo custo fabricados por fabricantes indianos como Micromax, Karbonn, Spice Digital, Lava International e Celkon. Esteve disponível em alguns países asiáticos, como Índia, Paquistão, Sri Lanka, Nepal, Bangladesh, Mianmar, Filipinas, Indonésia, etc., onde os smartphones de baixo custo são muito populares, bem como em Marrocos, Argélia, África do Sul, Portugal, França, Alemanha, Rússia e Ucrânia. Também é lançada a versão brasileira, batizada de GT-S5283B.

## Especificações

### Hardware
O Galaxy Star segue o formato monobloco dos smartphones e possui um exterior de plástico. O telefone possui processador ARM Cortex-A5 single-core de 1 GHz e processador gráfico Mali-300, e vem equipado com 512 MB de RAM e 4 GB de armazenamento interno, dos quais 2 GB ficam à disposição do usuário. O armazenamento interno pode ser atualizado para 32 GB através do uso de um cartão microSD. O aparelho possui um acelerômetro destinado a traduzir gestos naturais em comandos do telefone; por exemplo, se o telefone estiver tocando e o usuário o virar para baixo, ele irá parar de tocar, ou se o usuário desejar estabelecer uma conexão Bluetooth ou de internet sem fio, ele pode agitar o dispositivo e ele se conectará automaticamente. No entanto, os utilizadores descobriram que estes gestos são muitas vezes mal reconhecidos, fazendo com que o dispositivo execute tarefas indesejadas. Não é o primeiro dispositivo a ter esses recursos; o HTC Desire Z introduziu esses recursos em 2010. Ele possui uma tela de toque LCD QVGA capacitiva que mede 3 polegadas com resolução de 240x320 px a 133 ppi com suporte multitoque. Também oferece câmera traseira de 2 MP com zoom óptico de 2x e gravação de vídeo QVGA; no entanto, não há câmera frontal fornecida. O dispositivo requer o uso de cartões microSIM. O telefone funciona com uma bateria de íon de lítio de 1200 mAh. A bateria do Galaxy Star esgota-se rapidamente, mas com uso moderado em um único SIM, pode durar até 2 dias.